# الکساندر روسف
میروسلاو بارنیاشِف (به بلغاری: Мирослав Барняшев)، (به انگلیسی: Miroslav Barnyashev) کشتی‌گیر حرفه‌ای اهل کشور بلغارستان است که اکنون در ای‌ئی‌دابلیو با نام میرو فعالیت می‌کند.
روسِف قهرمان سابق کمربند ایالات متحده آمریکا بودو در رویداد فَست لِین هم مقابل جان سینا از آن دفاع کرد.
وی در رسلمنیا۳۱به مصاف جان سینا رفت و ناکام ماند و کمربند usرا واگذار کرد و نتوانست کمربندش را در اکستریم رولزپس بگیرد (در اکستریم رولز در یک مسابقه‌ای از نوع زنجیر روسی به سینا باخت). در پی پر ویو پی‌بک با جان سینا دوباره در یک مسابقهٔ من تسلیم هستم(I QUIT MATCH) قرار گرفت و او تسلیم نشد ولی لانا (منیجر او) به دلیل نگرانی کلمهٔ من تسلیم هستم را به جای روسف گفت و مسابقه با پیروزی جان سینا تمام شد. لانا بعداً گفت که روسِف وقتی تحت STF بود این کلمه را به زبان بلغاری می‌گفته است؛ ولی روسف او را یک دروغگو خطاب کرد. پس از این اتفاق او به رابطه اش با لانا خاتمه داد و با سامرری دوست شد و لانا هم با دولف زیگلر دوست شد و همچنین او به دشمنی با زیگلر پرداخت. او پس از دست دادن کمربند ایالت متحده آمریکا نمایش ضعیفی داشت و در اکثر مسابقات شکست خورد. روسف پیش از سامر اسلم دو بار به مصاف آنتونیو سزارو رفت و در مسابقهٔ اول شکست خورد ولی در مسابقهٔ دوم جبران کرد و پیروز شد. همچنین او در مسابقه‌ای دیگر به رومن رینز باخت. مسابقهٔ روسف و زیگلر در سامر اسلم (۲۰۱۵) بدون برنده به پایان رسید ولی در شب قهرمانان (۲۰۱۵) زیگلر پیروز شد. همچنین روسف و شیمس در هل تور به مصاف زیگلر و رندی اورتن رفتند و شکست خوردند. او پس از هل تور در اسمکدان و راو به مصاف رایبک رفت و در هر دو مسابقه شکست خورد. پس از پایان مسابقه او و رایبک در راو سامرری عکسی از او و لانا منتشر کرد که نشان می‌داد روسف و لاناهنوز با هم ارتباط دارند، سپس سامرری با زدن سیلی به صورت روسف رینگ را ترک کرد. روسف در راوی دیگر به مصاف دلف زیگلر رفت که داور این مسابقه سامرری بود و در حالی که بیش از سه ثانیه زیگلر را پین کرده بود سامرری با شمارش دیر و عمدی اجازهٔ پیروزی به روسف نداد و در ادامه زیگلر با پین کردن روسف پیروز شد.

## زندگی شخصی
بارنیاشِف از می ۲۰۱۴، با منیجر سابق خود یعنی لانا در ارتباط است.
وی در اگوست ۲۰۱۶ رسماً با لانا ازدواج کرد.

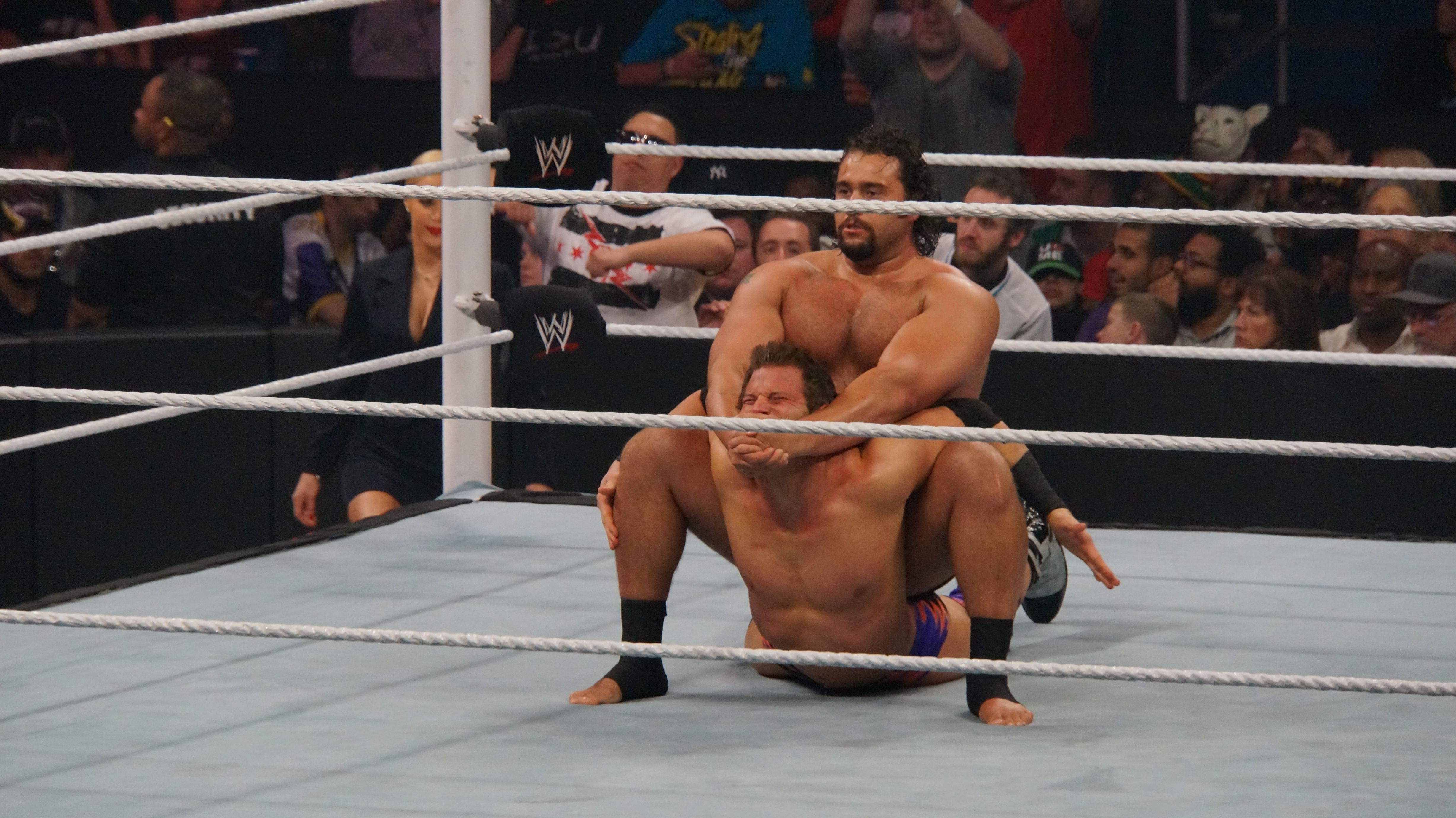
لانا (بیرون رینگ) و روسِف (جلو) در حال اجرای فن سابمیشِن خود یعنی The Accolade بر روی زَک رایدِر در آوریل ۲۰۱۴